# 長万部インターチェンジ
長万部インターチェンジ（おしゃまんべインターチェンジ）は、北海道山越郡長万部町字富野にある道央自動車道のインターチェンジ。
北海道警察函館方面本部函館機動警察隊高速道路交通警察隊を併設している。

## 歴史
- 1997年（平成9年）10月22日：虻田洞爺湖IC - 長万部IC間が開通。
- 2001年（平成13年）11月19日：長万部IC - 国縫IC間が開通。
- 2009年（平成21年）11月7日：豊浦IC - 長万部IC間に黒松内JCT（黒松内新道）が開通[2]。
- 2018年（平成30年）12月 : IC番号を「15」から「11」に変更[注 1]。

## 周辺
- 長万部市街
- 北海道長万部高等学校
- 長万部町立長万部中学校
- 長万部温泉
- 長万部駅（JR北海道・函館本線/室蘭本線）
- 長万部郵便局
- 長万部町役場
- 長万部町立病院

## 接続する道路
- 直接接続
  - 国道5号

- 間接接続
  - 国道37号
  - 国道230号（国道5号・国道37号との重用区間）

## 料金所
- ブース数：4

### 入口
- ブース数：2
  - ETC専用：1
  - 一般：1

### 出口
- ブース数：2
  - ETC専用：1
  - 一般：1

## 隣
E5 道央自動車道
(10)国縫IC - 国縫PA（計画中）- (11)長万部IC - 静狩PA - (12)黒松内JCT - (13)豊浦IC